# Eydie Gormé
Eydie Gormé, née le 16 août 1928 à New York et morte le 10 août 2013 à Las Vegas, est une chanteuse américaine de musique pop et de pop latino. Elle est connue pour avoir formé un duo avec le chanteur Steve Lawrence, son époux, pendant cinquante ans. Ayant enregistré une quarantaine d'albums, son plus important succès sur disque est Blame It on the Bossa Nova, paru en 1963.

## Biographie
Née Edith Gormezano dans le Bronx, à New York, le 16 août 1928, elle est la fille d'émigrants juifs séfarades. Son père, Nessim Garmezano, est un tailleur d'origine sicilienne qui a changé son nom de famille une fois établi aux États-Unis.
Diplômée de William Howard Taft High School, lycée public new-yorkais, en 1946, elle est amenée à travailler pour les Nations unies comme interprète, usant de sa maîtrise de l'espagnol qu'elle parle couramment depuis l'enfance étant issue d'un milieu ladino. Elle emploie ses week-ends à chanter dans des groupes musicaux, dont celui de Ken Greenglass, qui l'encourage et devient son manager.
Elle s'oriente vers une carrière dans la chanson à la fin des années 1940 et se produit au sein du Tommy Tucker Orchestra de Tommy Tucker, mais aussi d'autres groupes comme ceux de Tex Beneke et Ray Eberle. En 1953, elle rejoint le casting de The Tonight Show, émission de télévision new-yorkaise animée par Steve Allen. Elle y rencontre un jeune chanteur, Steve Lawrence, avec qui elle se produit en solo, en duo et joue des sketchs. Eydie et Steve se marient à Las Vegas en décembre 1957 et de leur union naissent deux fils, Michael (mort en 1986) et David. L'année suivante, ils bénéficient de leur propre programme télévisé : The Steve Lawrence and Eydie Gorme Show. Un Grammy Award, leur est décerné en 1960 pour leur performance en duo sur le titre We Got Us.
Les années 1960 marquent l'envol de sa carrière. En 1963, Eydie Gormé connaît le succès grâce à son interprétation en solo de Blame It on the Bossa Nova, chanson écrite conjointement par Cynthia Weil et Barry Mann à une époque où la Bossa nova, style musical brésilien, est alors très en vogue. Le titre se vend à plus d'un million d'exemplaires et est récompensé par l'attribution d'un disque d'or. L'année suivante, la popularité d'Eydie Gormé croît en Amérique latine avec le boléro Amor, qu'elle chante avec le groupe mexicain Los Panchos. En 1967, elle obtient le Grammy Award de la meilleure performance vocale féminine pour son interprétation de If He Walked Into My Life, de Mame.
Dans les années 1960-1970, Eydie et Steve écument les cabarets et les night-clubs de Los Angeles, Chicago, New York et Las Vegas. À partir des années 1980, leur baisse de fréquentation les pousse à se produire dans les théâtres et les auditoriums.
Ne souhaitant pas se conformer aux tendances musicales de l'époque, alors que le rock 'n' roll s'impose face à la musique pop, Eydie et Steve décident de ne pas se détacher de leur répertoire de prédilection. Dans les années 1970, le thème de la plupart des albums enregistrés par le duo tourne autour de compositions de grands noms de la pop américaine, comme Cole Porter, Irving Berlin, mais aussi George et Ira Gershwin. En 1990, ils se lancent dans une tournée d'un an aux côtés de Frank Sinatra, le Diamond Jubilee World Tour, qui connaît son apothéose au Madison Square Garden à New-York.
Le duo entre Eydie et Steve se poursuit jusqu'à la fin des années 2000, où le rythme de leurs tournées s'atténue progressivement. Leurs apparitions à la télévision sont remarquées lors d'émissions comme The Carol Burnett Show et Une nounou d'enfer.
En 2009, Eydie Gormé met fin à sa carrière et fait ses adieux à la scène, tandis que son mari poursuit une tournée en solo. Elle meurt dans un hôpital de Las Vegas le 10 août 2013 à l'âge de 84 ans, quelques jours avant son 85e anniversaire.

## Discographie

### Singles
- 1954 : Fini
- 1956 : Too Close For Comfort
- 1956 : Mama, Teach Me To Dance
- 1957 : I'll Take Romance
- 1957 : Your Kisses Kill Me
- 1957 : Love Me Forever
- 1958 : You Need Hands
- 1958 : Gotta Have Hands
- 1958 : The Voice In My Heart
- 1962 : Yes, My Darling Daughter
- 1963 : Blame It on the Bossa Nova
- 1963 : Don't Try To Fight It, Baby
- 1963 : I Want To Stay Here
- 1963 : Everybody Go Home
- 1963 : I Can't Stop Talking About You
- 1964 : The Friendliest Thing
- 1964 : I Want You To Meet My Baby
- 1964 : I Can't Get It Over (the Bossa Nova)
- 1965 : Do I Hear a Waltz ?
- 1965 : Just Dance On By
- 1965 : Don't Go To Strangers
- 1966 : What Did I Have That I Don't Have ?
- 1966 : If He Walked Into My Life
- 1966 : What Is a Woman ?
- 1967 : The Honeymoon Is Over
- 1967 : Softly, As I Leave You
- 1967 : How Could I Be So Wrong
- 1968 : Life Is But a Moment (Canta Ragazzina)
- 1968 : The Two of Us
- 1968 : This Girl's In Love With You
- 1969 : Real True Lovin
- 1969 : Tonight I'll Say a Prayer
- 1970 : (You're My) Soul & Inspiration
- 1970 : My World Keeps Getting Smaller Every Day
- 1971 : Love is Blue/Autumn Leaves
- 1971 : It Was a Good Time
- 1972 : We Can Make It Together (avec The Osmonds)
- 1973 : Feelin
- 1973 : Take One Step
- 1973 : Touch the Wind (Eres Tu)
- 1976 : What I Did For Love
- 1979 : Hallelujah

### Albums
- 1951 : Tex Beneke & The Glenn Miller Orchestra (chant: Gormé)
- 1956 : Delight
- 1957 : Eydie Gormé
- 1957 : Eydie Swings the Blues
- 1958 : Eydie Gormé Vamps the Roaring 20's
- 1958 : Eydie in Love
- 1958 : Gormé Sings Showstoppers
- 1958 : Love is a Season
- 1959 : Eydie Gormé On Stage
- 1959 : Eydie in Dixieland
- 1960 : We Got Us (en duo avec Steve Lawrence)
- 1960 : Sing The Golden Hits (en duo avec Steve Lawrence)
- 1961 : Come Sing with Me
- 1961 : I Feel So Spanish
- 1962 : Two On The Aisle (en duo avec Steve Lawrence)
- 1962 : It's Us Again (en duo avec Steve Lawrence)
- 1963 : Blame It on the Bossa Nova
- 1963 : Let the Good Times Roll'
- 1963 :Steve & Eydie At The Movies (en duo avec Steve Lawrence)
- 1964 :Gormé Country Style
- 1964 : That Holiday Feeling (en duo avec Steve Lawrence)
- 1964 : Amor (avec Trio Los Panchos)
- 1965 : Eydie Gormé sings Great Songs from The Sound of Music And Other Broadway Hits
- 1965 : More Amor (avec Trio Los Panchos)
- 1966 : Don't Go to Strangers
- 1966 : If He Walked Into My Life
- 1966 : Navidad Means Christmas (avec Trio Los Panchos)
- 1967 : Bonfá & Brazil (avec Luis Bonfá et Steve Lawrence)
- 1967 : Softly, As I Leave You
- 1968 : The Look of Love
- 1968 : Eydie
- 1969 : Otra Vez
- 1970 : Tonight I'll Say a Prayer
- 1970 : Canta en Español (avec Trio Los Panchos)
- 1970 : Cuatro Vidas (avec Trio Los Panchos)
- 1971 : It Was a Good Time
- 1972 : The World Of Steve and Eydie (en duo avec Steve Lawrence)
- 1976 : La Gormé
- 1977 : Muy Amigos/Close Friends (avec Danny Rivera)
- 1981 : Since I Fell for You
- 1982 : Tomame O Dejame
- 1988 : De Corazon A Corazon
- 1992 : Eso Es El Amor
- 1996 : Silver Screen